# Sonic Youth Recordings
Sonic Youth Recordings je americké hudební vydavatelství, které v roce 1996 založila rocková kapela Sonic Youth. Členové Sonic Youth tak umožnili sobě i svých přátelům vydávat u nich zvukový materiál, který by nebyl podmíněn komerčním tlakům velkých vydavatelství. Sonic Youth zde mimo jiné vdali sérii alb, kdy každé album bylo vydáno v jiném jazyce a jiné verzi. Jednalo se o SYR1, SYR2, SYR3, SYR5 a SYR6.